# 新田晃千
新田 晃千（にった てるかず、1972年9月15日 - ）は、日本のカバディ選手。埼玉県出身。池袋市民法律事務所所属。現カバディ日本代表監督。
埼玉県立小川高等学校ではレスリング部に所属していた。大正大学に入学したとき、「君も日本代表になれる」と誘われてカバディ部に入り、カバディを始めた。
2002年と2006年のアジア競技大会では日本代表の主将を務めた。続く2010年の広州アジア競技大会では初のメダルとなる銅メダルを獲得する、しかし42歳で迎えた2014年の仁川アジア競技大会で2大会連続でのメダル獲得を目指したがグループリーグで全敗し7位に終わった。
2016年8月10日放送の水曜日のダウンタウン内のどんな競技にも「ミスター」いる説という企画でミスターカバディとして出演した。